# Ricardo Carvalho
Ricardo Alberto Silveira de Carvalho, portugalski nogometaš, * 18. maj 1978, Amarante, Portugalska.
Carvalho je nekdanji portugalski nogometaš, ki je igral na mestu osrednjega branilca.